# 青森県道179号泊陸奥横浜停車場線
青森県道179号泊陸奥横浜停車場線（あおもりけんどう179ごう とまりむつよこはまていしゃじょうせん）は、青森県上北郡六ヶ所村から横浜町に至る一般県道である。

## 概要
六ヶ所村泊川原で国道338号から南西方向へ分岐し、下北半島を太平洋側から陸奥湾側へ横断する。横浜町の道の駅よこはまで国道279号と合流・重複して南進し、JR大湊線を立体交差したのちに横浜町上イタヤノ木で北へ折り返し分岐して陸奥横浜駅に至る。横浜町上イタヤノ木から横浜町舘ノ後の区間は、国道279号の旧道である。
なお、道の駅よこはまの国道279号交点で町道を直進すると約600 mで終点（陸奥横浜駅前）に至る。
国道338号から分岐して間もなく未舗装一車線の悪路となり、離合困難なうえ、一本道なため迂回もできない。無名の峠を越え、平山沢を渡る橋（高見橋）を渡った200メートルほど先から二車線の舗装道路となり、ゆるやかに下っていく。全路線長の8割が砂利道であり、地元住民も利用を避ける。
2012年2月に国道279号線が例年にない大雪に見舞われ交通がマヒしたことを受け、下北半島の東西交通路の弱さが注目された。六ヶ所村泊地区の住人は県などに対して、泊地区が東北電力東通原子力発電所と日本原燃六ヶ所再処理工場に挟まれており、原子力災害が発生したときの避難路として、路線の整備を要望している。六ヶ所商工会は村に宛てて県道179号線の整備を求める要望書を提出。六ヶ所村では引き続き県に道路整備を求めていくとした。現行の六ヶ所村避難計画においては、本路線は原子力災害時の避難経路としては想定されていない。
一方、県は未整備の10.1kmについて山間部へのトンネル新設も含めた改良ルートの調査を進めている。

### 路線データ
- 起点：上北郡六ヶ所村大字泊[8]
- 終点：陸奥横浜停車場[8]

## 路線状況

### 重複区間
- 国道279号 : 上北郡横浜町林ノ脇 - 上北郡横浜町上イタヤノ木

### 道路施設
- 馬門橋[9]
- 高見橋[10]
- 道の駅よこはま

### 冬期交通規制
- 六ヶ所村泊 - 横浜町太郎須田（11月下旬 - 5月下旬）閉鎖予定期間前後の降雪の状況によって変更になる場合がある[11]。

## 歴史

### 泊村交通史概説
泊村は下北丘陵の山が太平洋に突き出した地形にあり天然の良港に恵まれているが、耕地には乏しく穀物の自給自足はできていなかった。
泊村では獲れた魚を野辺地の市に運び、物々交換でヒエを入手していたという。太平洋に面した泊村から陸奥湾側の野辺地へ出るには、いずれかの地点で下北丘陵を越えなければならない。古老の聞き書きや古地図などを見るに、東通村老部より冷水峠を越えて中野沢村近川へ至る道、または尾駮より室ノ久保を経て有戸に至る道が使われることが多かった。
冷水峠の整備は比較的早くに進んでおり、明治35年、大正2年の二度にわたり整備・改修が行われて乗合馬車が定期的に通れるようになり、昭和17年3月には下北交通バス白糠線がむつ-近川-泊間に開通していた。
また、尾駮-室ノ久保-有戸間は比較的標高の低い峠で越せることもあり日用品が馬で運ばれていたが、片道八里あり利便とは言いがたい交通事情であった。
ただし、老部－泊－尾駮を南北に連絡する道路の整備は遅く、戦後のモータリゼーションの波が来るまでは北浜街道と言えども名ばかりの道なき道であった。特に泊地区は、北に抜けようとすれば海に落ち込む崖道、南に抜けようとすれば砂浜の上を歩行するしかなく、昭和末期に入ってもなお陸の孤島と呼ばれていた。ただ、泊地区は西に隣接する横浜村との関係が強く、山越えの徒歩道を経由して物資の輸送が細々とおこなわれていた。大正十年に大湊軽便線が開通したことに伴い、六ヶ所村の各地区から停車場への交通路の整備・改良が望まれるようになり、この泊山道が昭和三年に県道に指定される。ただし、指定を受けても整備は進まなかったようで、牛街道と称される「羊腸として険峻なる小径」に過ぎず、米味噌にも事欠く泊地区の物流を支えるには力不足であった。
こういう背景があり、泊-横浜間の道路整備は両村にとって悲願であった。このため、道路整備の請願が再三にわたり県に提出されたが遅々として進まず、村費をもって独自の調査や開鑿が行われてきた。

### 年表
安政七年（1860年）に南部藩が作製した地図「北郡野辺地通之図」に、横濱村から泊へ越える道が示されているが、
横濱川（現在の三保川）の南に沿って進んだのち、平山檜山と北川臺山檜山の間の谷川（おそらく現在の北川台沢）を何度か交差しつつさかのぼり尾根に至る。尾根のピークは「土岳」と記載されている（土は点付きの土）。
明治19年12月19日に横浜から泊へ越える道を踏破した人の手記が残っている。手記にいわく「横浜を発ち三保川の北に沿うて上ること五六丁、川に橋無し、丸太を以て橋を架し渡りて山道に至り……」とある。
明治二十八年、横浜-泊間の道路を改修し有料道路とする構想の意見書が村長あてに提出された。曰く、泊の海産物と横浜の農産物を交易せしめ、その往来の駄賃で維持費をまかなう計画であった。
明治三十七年、林道として改修され、以後、横浜営林署管轄の林道として運用される。
大正二年、横浜より六ヶ所に至る泊山道開鑿費として村費千円を計上。同年、大凶作となり、村民は泊山道の開鑿により労賃を得るなど、生活対策に追われた。
大正三年、郡道に編入され、郡費をもって改修。大正三年の国土地理院地形図では、泊側では馬門川の分岐を南に渡り山中に入る（現道と同じ）。峠を越えて北川台沢の北側に沿って下る（つまり現道より谷筋が一つ南側を通っていた）。途中で南側へ橋で渡り、営林署の辺りへ出る。
大正十年、大湊軽便鉄道　陸奥横浜駅、開業。同年、横浜-泊道路完成。
大正十二年、郡制廃止に伴い、郡道指定解除・廃道。両村挙げて県道に編入するよう県知事に陳情を行う。同年九月、横浜村道に指定。
昭和二年、陸奥横浜駅より県道に通じる道路敷地として19人の地権者が田畑宅地を寄付。
昭和三年、県道指定。
昭和七年十一月、六ケ所村長、横浜村長ほかの連署により、道路改修の陳情書が青森県知事及び青森県議会宛てに提出される。
昭和九年、停車場-泊港線道路の改良工事を村費をもって実施。また、横浜-泊線の県道補修2,600m施工。
昭和二十八年、横浜村と泊間に村営バスを通す計画を運輸大臣に陳情するも、実現しなかった。
昭和三十六年、県道認定。
昭和四十四年、野辺地-むつ間の道路が国道279号に昇格。昭和57年4月、横浜バイパスが供用開始され国道279号はバイパス側に指定変更される
。昭和58年4月、旧国道部分が県道179号に指定。

### 顕著な不通・閉塞
2005年7月、六ヶ所村泊 - 横浜町横浜間が路肩崩落のため1か月ほど通行止めになったことがある。

## 地理

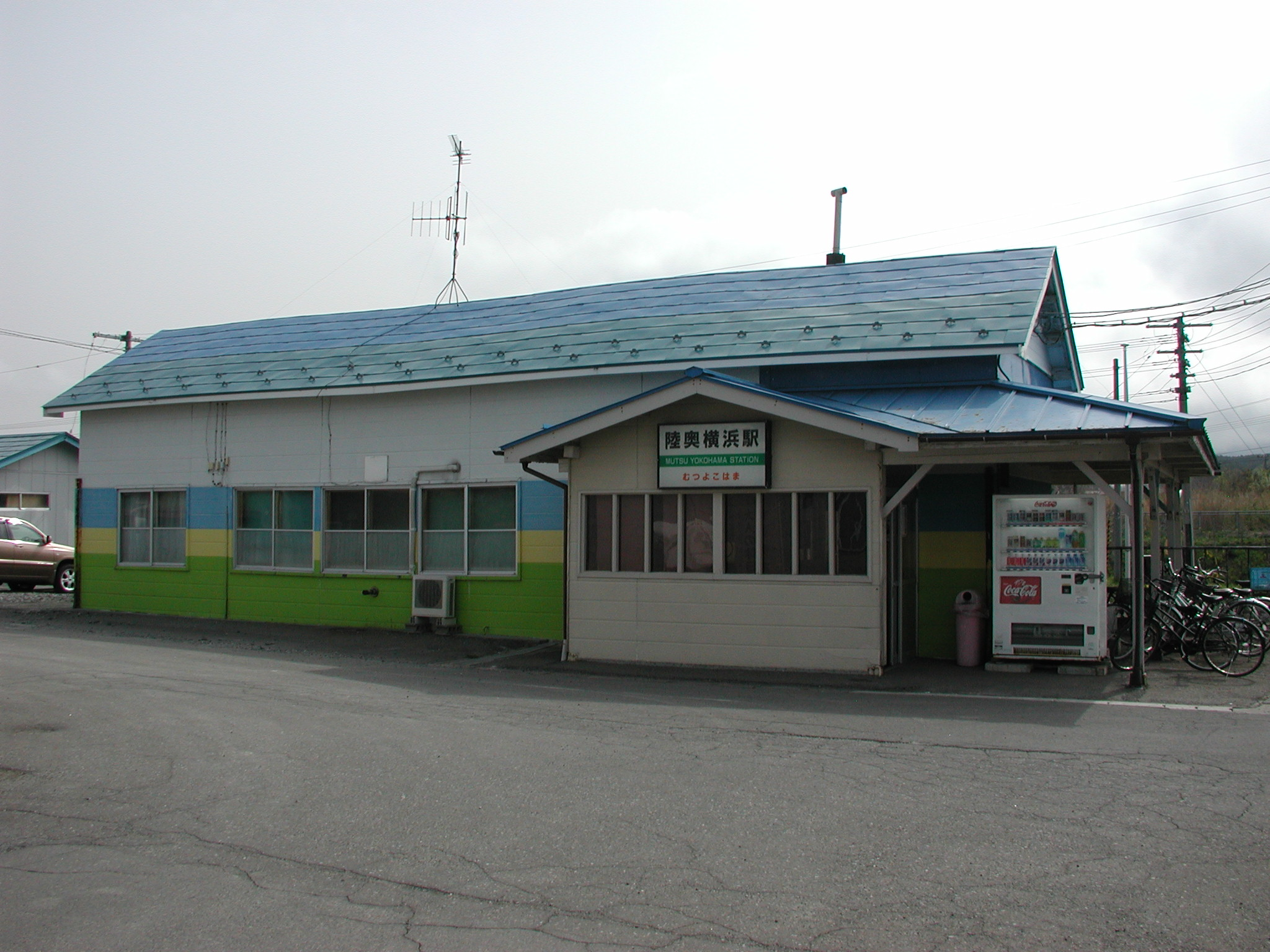
終点の陸奥横浜駅

### 交差する道路
- 国道338号（起点）
- 国道279号

### 沿線の施設など
- 日本ホワイトファーム
- 太郎須田溜池
- 三保野公園[31]
- 東日本旅客鉄道（JR東日本）大湊線 第一跨線橋
- 野辺地警察署 横浜交番
- 横浜町立横浜小学校
- 横浜町役場
- 横浜郵便局
- みちのく銀行横浜支店
- JR大湊線陸奥横浜駅